# سان خوسيه دي اكوا
سان خوسيه دي اكوا هي بلدية في جمهورية الدومينيكان، تقع في مقاطعة سان خوسيه دي أوكوا، وهي عاصمتها، بلغ عدد سكانها 57,174 نسمة وذلك حسب إحصائيات سنة 2012، تبلغ مساحتها 484,870,000 متر مربع (484.87 كـم2).

## المناخ
يظهر الجدول التالي التغييرات المناخية على مدار السنة لسان خوسيه دي اكوا:
| البيانات المناخية لـسان خوسيه دي اكوا          | البيانات المناخية لـسان خوسيه دي اكوا | البيانات المناخية لـسان خوسيه دي اكوا | البيانات المناخية لـسان خوسيه دي اكوا | البيانات المناخية لـسان خوسيه دي اكوا | البيانات المناخية لـسان خوسيه دي اكوا | البيانات المناخية لـسان خوسيه دي اكوا | البيانات المناخية لـسان خوسيه دي اكوا | البيانات المناخية لـسان خوسيه دي اكوا | البيانات المناخية لـسان خوسيه دي اكوا | البيانات المناخية لـسان خوسيه دي اكوا | البيانات المناخية لـسان خوسيه دي اكوا | البيانات المناخية لـسان خوسيه دي اكوا | البيانات المناخية لـسان خوسيه دي اكوا |
| الشهر                                          | يناير                                 | فبراير                                | مارس                                  | أبريل                                 | مايو                                  | يونيو                                 | يوليو                                 | أغسطس                                 | سبتمبر                                | أكتوبر                                | نوفمبر                                | ديسمبر                                | المعدل السنوي                         |
| ---------------------------------------------- | ------------------------------------- | ------------------------------------- | ------------------------------------- | ------------------------------------- | ------------------------------------- | ------------------------------------- | ------------------------------------- | ------------------------------------- | ------------------------------------- | ------------------------------------- | ------------------------------------- | ------------------------------------- | ------------------------------------- |
| الدرجة القصوى °م (°ف)                          | 35.8 (96.4)                           | 34.5 (94.1)                           | 35.6 (96.1)                           | 34.7 (94.5)                           | 35.5 (95.9)                           | 37.6 (99.7)                           | 36.7 (98.1)                           | 37.6 (99.7)                           | 37.6 (99.7)                           | 35.7 (96.3)                           | 35.6 (96.1)                           | 36.4 (97.5)                           | 37.6 (99.7)                           |
| متوسط درجة الحرارة الكبرى °م (°ف)              | 28.8 (83.8)                           | 29.3 (84.7)                           | 29.7 (85.5)                           | 30.1 (86.2)                           | 30.4 (86.7)                           | 31.1 (88.0)                           | 31.8 (89.2)                           | 32.0 (89.6)                           | 31.8 (89.2)                           | 31.0 (87.8)                           | 30.0 (86.0)                           | 28.6 (83.5)                           | 30.4 (86.7)                           |
| متوسط درجة الحرارة الصغرى °م (°ف)              | 17.5 (63.5)                           | 17.3 (63.1)                           | 17.7 (63.9)                           | 18.0 (64.4)                           | 18.6 (65.5)                           | 19.1 (66.4)                           | 19.7 (67.5)                           | 19.9 (67.8)                           | 19.6 (67.3)                           | 19.4 (66.9)                           | 18.7 (65.7)                           | 17.9 (64.2)                           | 18.6 (65.5)                           |
| أدنى درجة حرارة °م (°ف)                        | 10.5 (50.9)                           | 11.3 (52.3)                           | 11.5 (52.7)                           | 11.5 (52.7)                           | 11.6 (52.9)                           | 11.6 (52.9)                           | 11.5 (52.7)                           | 12.5 (54.5)                           | 11.5 (52.7)                           | 12.6 (54.7)                           | 10.4 (50.7)                           | 10.5 (50.9)                           | 10.4 (50.7)                           |
| معدل هطول الأمطار مم (إنش)                     | 15.9 (0.63)                           | 24.8 (0.98)                           | 34.6 (1.36)                           | 70.3 (2.77)                           | 151.4 (5.96)                          | 106.1 (4.18)                          | 63.4 (2.50)                           | 97.0 (3.82)                           | 135.6 (5.34)                          | 115.1 (4.53)                          | 55.0 (2.17)                           | 25.4 (1.00)                           | 894.6 (35.22)                         |
| متوسط الأيام الممطرة (≥ 1.0 mm)                | 3.1                                   | 3.6                                   | 4.1                                   | 5.7                                   | 10.6                                  | 8.6                                   | 6.6                                   | 7.8                                   | 10.6                                  | 9.9                                   | 5.4                                   | 2.8                                   | 78.8                                  |
| المصدر: الإدارة الوطنية للمحيطات والغلاف الجوي |                                       |                                       |                                       |                                       |                                       |                                       |                                       |                                       |                                       |                                       |                                       |                                       |                                       |